# Manfred Unger (Fußballspieler, 1969)
Manfred Unger (* 10. Mai 1969 in Leoben) ist ein ehemaliger österreichischer Fußballspieler und nunmehriger -trainer.

## Karriere

### Als Spieler
Unger begann seine Karriere beim DSV Leoben. Im September 1990 debütierte er für Leoben in der 1. Division, als er am zehnten Spieltag der Saison 1990/91 gegen den SK Vorwärts Steyr in der Startelf stand. In seiner ersten Saison in der höchsten Spielklasse kam er in sieben Spielen zum Einsatz. Sein erstes Tor für Leoben erzielte er im Mai 1991 bei einem 2:0-Sieg im Mittleren Playoff gegen den Wiener Sport-Club. Zu Ende der Saison 1991/92 musste er mit dem Verein als Sechster des Mittleren Playoffs in die 2. Division absteigen. Dort absolvierte er in den folgenden drei Saisonen 62 Spiele für Leoben.
Zur Saison 1995/96 wechselte er zum Bundesligisten LASK. Im November 1995 erzielte er sein erstes Tor in der höchsten Spielklasse bei einem 1:0-Sieg gegen den FC Admira/Wacker. Insgesamt absolvierte er für die Linzer 47 Spiele in der Bundesliga und erzielte dabei zwei Treffer.
Nach zwei Jahren in Oberösterreich kehrte er im August 1997 zum Zweitligisten DSV Leoben zurück. In den folgenden fünf Saisonen kam er in 138 Zweitligaspielen für Leoben zum Einsatz und erzielte dabei fünf Tore. Zur Saison 2002/03 wechselte er zum viertklassigen FC Trofaiach. Nach einer Saison bei Trofaiach wechselte Unger zur Saison 2003/04 zum unterklassigen ESV St. Michael. Danach spielte er noch für den FC Weißkirchen, die Amateure des LASK, für den er bereits zwischen 1995 und 1997 aktiv gewesen war, sowie erneut für St. Michael. 2012 spielte er kurzzeitig wieder für St. Michael, als Trainer stellte er sich zudem 2014 beim viertklassigen ATV Irdning ein Mal auf.

### Als Trainer
Unger fungierte ab September 2006 als Co-Trainer von Werner Gregoritsch beim Zweitligisten Kapfenberger SV. Ab Jänner 2007 trainierte er zudem die Amateure der Steirer. Diese Funktion hatte er bis zum Ende der Saison 2009/10 inne. Mit den Profis stieg er 2008 in die Bundesliga auf. Im November 2011 übernahm er nach dem Rücktritt von Gregoritsch interimistisch mit Milan Žurman die Profis von Kapfenberg. Bei seinem einzigen Spiel als Cheftrainer verloren die Kapfenberger mit 6:0 gegen den FC Red Bull Salzburg. Nachdem Thomas von Heesen Trainer von Kapfenberg geworden war, verließ Unger den Verein.
Im Mai 2012 wurde er Trainer des Regionalligisten DSV Leoben, für den er bereits als Spieler aktiv gewesen war. Im August 2012 trennte sich Leoben von Unger, der Verein befand sich zu jenem Zeitpunkt auf dem 15. und somit vorletzten Tabellenrang. Im September 2013 übernahm er den viertklassigen ATV Irdning. Mit Irdning stieg er zu Ende der Saison 2013/14 aus der Landesliga ab. Nach einer Saison in der fünftklassigen Oberliga verließ er den Verein nach der Saison 2014/15.
2016 trainierte er die Zweitmannschaft des DSV Leoben. Im Dezember 2016 übernahm er den viertklassigen SC Liezen. Im April 2018 trennte sich Liezen von Unger, der Verein befand sich zum Zeitpunkt der Trennung auf dem elften Tabellenrang.
Im Jänner 2019 wurde er Trainer des sechstklassigen FC Zeltweg. Im Oktober 2019 legte er sein Amt beim Unterligisten nieder.